# Salix pseudomedemii
Salix pseudomedemii là một loài thực vật có hoa trong họ Liễu. Loài này được E. Wolf miêu tả khoa học đầu tiên.